# Lupoglav (żupania zagrzebska)
Lupoglav – wieś w Chorwacji, w żupanii zagrzebskiej, w gminie Brckovljani. W 2011 roku liczyła 1086 mieszkańców.